# 棘臀擬發光鯛
棘臀擬發光鯛為輻鰭魚綱鱸形目鱸亞目發光鯛科的一種，為熱帶海水魚，分布於澳洲海域，為特有種，深度0-600公尺，體長可達15公分，棲息在河口半鹹水域至大陸坡底層，生活習性不明。